# Neustadtl an der Donau
Neustadtl an der Donau è un comune austriaco di 2 139 abitanti nel distretto di Amstetten, in Bassa Austria; ha lo status di comune mercato (Marktgemeinde).

## Amministrazione

### Gemellaggi
Neustadtl an der Donau è membro del gemellaggio internazionale "Neustadt in Europa", che riunisce 36 città e comuni che portano nel nome la dicitura "Neustadt" ("città nuova").